# Dokken
Dokken is een Amerikaanse glam metalband uit Los Angeles, die is vernoemd naar zanger Don Dokken. De band had het meeste succes in de jaren 1980.

## Bezetting
Bezetting in 2020
- Don Dokken (zang, ritmegitaar, sinds 1978)
- John Levin (leadgitaar, sinds 2003)
- Barry Sparks (basgitaar, sinds 2001)
- Mick Brown (drums, sinds 1979)

Voormalige leden
- Greg Leon (gitaar, 1978)
- George Lynch (leadgitaar, 1979–1997)
- John Norum (leadgitaar, 1997–1998, 2001)
- Reb Beach (gitaar, 1999–2000)
- Alex DeRosso (gitaar, 2001–2002)
- Jeff Tappen (basgitaar, 1978)

- Gary Link (basgitaar, 1978)
- Juan Croucier (basgitaar, 1978, 1979–1984)
- Jeff Pilson (basgitaar, 1984–2001)
- Peter Baltes (basgitaar, 1977–1978, 1990)
- Greg Pecka (drums, 1978)
- Gary Holland (drums, 1978)

## Geschiedenis
Zanger Don Dokken begon zijn carrière eind jaren 1970 in Duitsland, waar hij speelde met verschillende Amerikaanse muzikanten. De eerste bezetting van Dokken in 1978 bestond uit Don, de voormalige Vic Vergat bassist Juan Croucier en de drummer Greg Pecka. Deze laatste werd snel vervangen door Gary Holland. Andere leden in het vroege stadium zijn de twee bassisten Jeff Tappen en Gary Link en voormalig Quiet Riot-gitarist Greg Leon. Met de Xciter-gitarist George Lynch vond Don Dokken eindelijk een geschikte songwritingpartner. De nummers Paris By Night en I Can't See You Anymore trokken de aandacht van enkele platenlabels.
In 1978 nam Dokken de single Hard Rock Woman op in een gelimiteerde oplage van 500 exemplaren. Het leverde de band een platencontract op met de studio van producent Dieter Dierks, gevestigd in Stommeln bij Keulen. Toen Scorpions in 1982 in deze studio hun album Blackout opnamen, was Don Dokken als achtergrondzanger betrokken. Het eerste album Breaking the Chains verscheen in 1981 bij Carrere Records en wekte al snel de interesse van het grote label Elektra Records en werd in 1983 opnieuw uitgegeven met een gewijzigde tracklist. Ook in 1982 namen ze enkele nummers op met Udo Lindenberg voor diens album Keule.
Nadat Breaking the Chains in 1983 in Amerika werd uitgebracht, toerde de band met Blue Öyster Cult en Aldo Nova door de Verenigde Staten. Aan het einde van het jaar speelden ze in het voorprogramma van Rainbow tijdens hun tournee door de Verenigde Staten, maar werden na een paar concerten uit de tournee gezet, naar verluidt omdat Rainbow-gitarist Ritchie Blackmore geen zulk sterke gitarist als George Lynch wilde in een ondersteunende band. In hetzelfde jaar werd Lynch opnieuw uitgenodigd voor een auditie bij Ozzy Osbourne. Lynch kreeg aanvankelijk de baan toegewezen, maar werd op het laatste moment door Jake E. Lee verdrongen.
Na het uiteenvallen stelde Don Dokken een nieuwe band samen, die hij na een klacht van de oud-leden niet Dokken mocht noemen. De Don Dokken band bestond uit de voormalige Europe-gitarist John Norum, ex-Watchtower-gitarist Billy White, voormalig Accept-bassist Peter Baltes en ex-King Diamond-drummer Mikkey Dee. Het album Up from the Ashes uit 1990 bereikte de 50e plaats in de hitlijsten in de Verenigde Staten en bleef de enige van de band. Gitarist George Lynch en drummer Mick Brown formeerden de band Lynch Mob en namen verschillende albums op. Bassist Jeff Pilson formeerde War and Peace en vervoegde zich bij Dio in 1993. Hij is nu bassist bij Foreigner.

### Hereniging en scheiding
In 1994 werd de band opnieuw geformeerd na een aanbod uit Japan en nam het album Dokken op voor de lokale markt, dat een jaar later onder de naam Dysfunctional in de rest van de wereld werd uitgebracht. Het album bereikte nummer 47 in de Amerikaanse hitlijsten en bracht in 1996 het akoestische livealbum One Live Night uit. Het album Shadowlife uit 1997 bereikte slechts de top 200 van de billboard-hitlijsten. Tournees door de Verenigde Staten en Japan volgden met o.a. Alice Cooper. In oktober 1997 verliet George Lynch de band en werd vervangen door John Norum. Voor het volgende studioalbum Erase the Slate haalde Dokken ex-Alice Cooper/Winger-gitarist Reb Beach in de band. In de zomer van 2000 toerde Dokken met Poison, Cinderella en Slaughter. Een jaar later verscheen Jeff Pilson in de film Rock Star als bassist voor de fictieve band Steel Dragon.
In 2001 keerde John Norum terug en ex-Yngwie Malmsteen en Michael Schenker Group-lid Barry Sparks werd de nieuwe bassist. Met deze bezetting nam de band het album Long Way from Home op. In de zomer van hetzelfde jaar toerde de band door de Verenigde Staten als onderdeel van de Metal Edge Rockfest-tournee met de L.A. Guns, Ratt, FireHouse en Warrant. Tijdens de tournee verliet Norum de band vanwege een armblessure. Zijn vervanger was de Italiaanse gitarist Alex DeRosso. Drummer Mick Brown vertrok even later door uitputting en werd tijdens een concert in Tucson, Arizona vervangen door de L.A. Guns-bassist Adam Hamilton, die op korte termijn de drums bespeelde. De tournee werd vervolgens geannuleerd. In januari 2003 toerde de band door de Amerikaanse stadions als voorprogramma van Scorpions en Whitesnake. In 2004 verscheen het nieuwe Dokken-album Hell to Pay. Ex-Doro snaargoochelaar John Levin is nu de nieuwe gitarist, maar het album flopte.
In april 2008 werd het nieuwe album Lightning Strikes Again uitgebracht van Hell to Pay bij Frontiers Records. In november 2009 toerde Dokken door de Verenigde Staten, het voorprogramma was Lynch Mob, de band van de voormalige gitarist George Lynch. Op 29 november 2009 was er een reünie in het House of Blues in Anaheim, toen Lynch en Jeff Pilson het podium betraden met Mick Brown en Don Dokken voor het toegiftgedeelte en In My Dreams speelden uit het album Under Lock And Key. Na dit evenement speculeerden fankringen over een aanstaande reorganisatie van de band in hun oorspronkelijke bezetting, die in mei 2010 werd aangewakkerd op de Dokken-website door te vragen of er binnenkort een geweldige aankondiging zou komen. Op 8 december 2010 verklaarde Lynch echter op zijn website dat deze reünie niet zou plaatsvinden, ook al hadden hij en Jeff Pilson echt geprobeerd het te doen. Het uitblijven was uitsluitend de beslissing van Don Dokken..

## Trivia
- In de beginjaren had Dokken sterkte connecties met de Duitse heavy metal pioniers Accept. De band kreeg hun platencontract bij Carrere Records, niet in de laatste plaats dankzij de acceptatiemanager Gaby Hoffmann (toen nog Gaby Hauke). Daarnaast nam Accept-bassist Peter Baltes alle studionummers van het album Breaking The Chains op als studiomuzikant en in 1986 begeleidde Dokken de Solingers als voorprogramma op hun Russische Roulette Europese tournee.
- Dokken droeg twee nummers bij (Dream Warriors, Into The Fire) voor de film Nightmare on Elmstreet 3 - The Dream Warrior. De videoclip voor Dream Warriors bevat fragmenten uit de film, het nummer is te horen in de aftiteling.
- Dokken maakt deel uit van een advertentiecampagne voor Norton-producten. Ze bedreigen in de advertentie een dode kip.

## Discografie

### Singles
- 1985:	Alone Again
- 1986:	In My Dreams
- 1987:	Burning Like a Flame
- 1979: Hard Rock Woman
- 1982: We’re Illegal
- 1983: Breaking the Chains
- 1984: Bullet to Spare
- 1985: Just Got Lucky
- 1985:	Alone Again
- 1986:	In My Dreams
- 1986: Lightning Strikes Again
- 1986: Dream Warriors (soundtrack Nightmare 3)
- 1987:	Burning Like a Flame
- 1988: Alone Again (live)
- 1988: So Many Tears
- 1988: Heaven Sent
- 1988: Walk Away (live)
- 1995: Shadows of Life
- 1995: Nothing Left to Say
- 1997: I Feel
- 1999: Maddest Hatter
- 2010: Almost Over

### Albums
- 1979: Back in the Streets (ep)
- 1983: Breaking the Chains
- 1984:	Tooth and Nail
- 1985:	Under Lock and Key
- 1987:	Back for the Attack
- 1988:	Beast from the East
- 1994: The Best of
- 1995:	Dysfunctional
- 1996: One Live Night
- 1997:	Shadowlife
- 1999: The Very Best of
- 1999: Erase the Slate
- 2000: Live from the Sun
- 2002: Then and Now
- 2002: Long Way Home
- 2003: Japan Live ’95
- 2003: Alone Again and Other Hits
- 2004: Change the World: An Introduction
- 2004: Hell to Pay
- 2006: The Definitive Rock Collection
- 2007: From Conception: Live 1981
- 2008:	Lightning Strikes Again
- 2010: Greatest Hits
- 2012:	Broken Bones
- 2018:	Return to the East Live (2016)
- 2023: Heaven Comes Down

### Videoalbums
- 1985: Unchain the Night